# British Rail Class 322
British Rail Class 322 – typ elektrycznych zespołów trakcyjnych dostarczonych w roku 1990 przez firmę BREL. Wyprodukowano 5 zestawów, które początkowo służyły do obsługi trasy z lotniska Stansted do centrum Londynu. W 2001 roku zostały przeniesione do Szkocji, gdzie włączono je do floty przewoźnika First ScotRail.

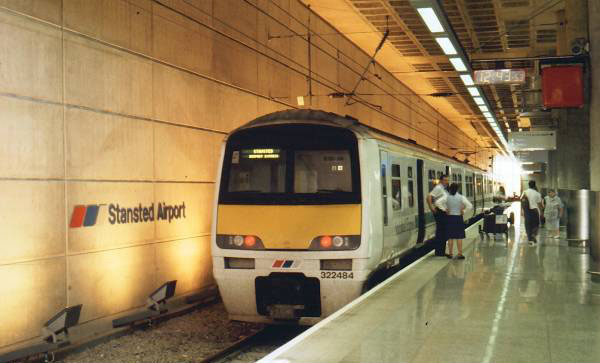
Jeden ze składów na dworcu na lotnisku Stansted